# Rakovica (Kozarska Dubica)
Rakovica (szerbül: Раковица), falu Bosznia-Hercegovinában, Bosanska krajina területén, Kozarska Dubica községben, a Szerb Köztársaságban. 

## Fekvése
Bosznia-Hercegovina északi részén, Banja Lukától légvonalban 41, közúton 70 km-re északnyugatra, községközpontjától légvonalban 12, közúton 16 km-re délkeletre, a Kozara-hegység lejtőin, és a tőle északi irányban elterülő dombvidéken, 170 - 250 méteres tengerszint feletti magasságban fekszik. Több, kis településből áll.

## Népessége
| Nemzetiségi csoport | Népesség 1991 | Népesség 2013 |
| ------------------- | ------------- | ------------- |
| Szerb               | 165           | 94            |
| Bosnyák             | 0             | 1             |
| Horvát              | 0             | 1             |
| Jugoszláv           | 7             | 0             |
| Egyéb               | 116           | 0             |
| Összesen            | 288           | 96            |

## Története
A település 1878-ig tartozott az Oszmán Birodalomhoz, ekkor a berlini kongresszus határozata alapján az Osztrák-Magyar Monarchia része lett. 1910-ben a Bosanska Dubica-i járásban fekvő községben 68 háztartást és 452 ortodox szerb lakost találtak. A monarchia szétesésével 1918-ben előbb a Szerb-Horvát-Szlovén Királyság, majd 1929-től a Jugoszláv Királyság része. Jugoszlávia megszállása után a falu a Független Horvát Állam (NDH) része lett.
1945-től a település a szocialista Jugoszlávia része volt. A Bosznia-Hercegovinában zajló polgárháború idején a település a Boszniai Szerb Köztársaság része volt. Jugoszlávia felbomlása és a bosznia-hercegovinai háború során a falu nem szenvedett jelentősebb veszteségeket. 1995. szeptember 18-án és 19-én az Una horvát hadművelet keretében Kozarska Dubica község területét megtámadta a Horvát Köztársaság hadserege (HV). Ezt a támadást a Boszniai Szerb Köztársaság hadserege (VRS) és a helyi lakosság visszaverte. A harcok nem értek el idáig. A daytoni békeszerződést követő területfelosztásnál a település, Kozarska Dubica község részeként a Szerb Köztársaság területéhez került.